# Paul Bobertag
Paul Hans Martin Bobertag (* 28. Juli 1813 in Liegnitz; † 23. Juni 1874 in Ratzeburg) war ein deutscher Gymnasiallehrer.

## Leben
Bobertag war ein Sohn des Pfarrers und späteren Generalsuperintendenten Johann Gottfried Bobertag (1770–1830) und wuchs in Lobendau im Kreis Haynau (heute Lubiatów, Gemeinde Złotoryja, Powiat Złotoryjski, Polen) auf. Ab Ostern 1827 besuchte er das Gymnasium in Brieg, dann nach der Berufung des Vaters als Generalsuperintendent nach Breslau das Maria-Magdalenen-Gymnasium. Zu Michaelis 1832 bestand er das Abitur und studierte zunächst an der Universität Breslau, ab 1833 an der Universität Berlin Philologie und Naturwissenschaften. Aus finanziellen Gründen konnte er nur sechs Semester studieren; im Januar 1835 bestand er das Erste Examen pro facultate docendi. Ab Ostern 1835 war er für drei Jahre Hauslehrer in der Familie des Kommerzienrats Alexander Mendelssohn. Gleichzeitig unterrichtete er stundenweise Mathematik an der Berliner Königlichen Realschule sowie regulär von Ostern 1838 bis Ostern 1839 am Friedrich Wilhelms-Gymnasium.
Zu Ostern 1839 wurde er auf Empfehlung von Friedrich Adolf Trendelenburg als Lehrer der Mathematik und der Naturwissenschaften an das Gymnasium Eutin berufen.
Nach der Eröffnung der Lauenburgischen Gelehrtenschule wechselte er im Januar 1846 als Konrektor dorthin. Im Januar 1868 wurde er zum Professor ernannt.

## Schriften
- Über den naturwissenschaftlichen Unterricht. Programm Eutin
- Über den Anschluß des Unterrichtes in den Realien an den sprachlichen. In: Mützels Zeitschrift für das Gymnasialwesen (1852)
- Über Stellung und Methode des mathematischen Unterrichtes auf Gymnasien. Ratzeburg 1848 (Programm Ratzeburg Gymnasium.)
- Die mathematischen Grundoperationen im Anschlusse an E. Heis Aufgabensammlung, zum Gebrauche für die Schüler dargestellt. Ratzeburg 1854 (Programm Ratzeburg Gymnasium.)
- Die Weltausstellung Europas. Ratzeburg 1860 (Programm Ratzeburg Gymnasium.)
- Ansichten über den Unterricht in der Geographie auf Gymnasien. Ratzeburg 1867 (Programm Ratzeburg Gymnasium.)
- Zur Erinnerung an die ersten 25 Jahre des Bestehens des Lauenburgischen Gymnasiums. Ratzeburg 1871 (Programm Ratzeburg Gymnasium)